# Plasma non termico
Un plasma non termico (chiamato anche plasma freddo o plasma di non-equilibrio) è una tipologia di plasma in cui gli elettroni non sono in equilibrio termodinamico con le altre specie, in quanto sono caratterizzati da una temperatura molto più alta rispetto a quella delle specie più pesanti (ioni e specie neutre). In queste condizioni, l'energia degli elettroni può essere descritta tramite l'utilizzo di funzioni di distribuzione di probabilità, come ad esempio la distribuzioni di Maxwell, Druyvesteyn.
La lampada a fluorescenza a vapore di mercurio è un esempio di applicazione di plasma non termico. In essa gli elettroni raggiungono una temperatura media di 20 000 K, mentre il resto del gas rimane a temperature prossime a quella dell'ambiente circostante.

## Applicazioni

### Usi alimentari
Nell'industria alimentare, il plasma non termico è utilizzato principalmente per trattamenti antibatterici (sterilizzanti) su frutta, verdura e altri cibi che hanno superfici delicate. Gli alimenti sottoposti a questa procedura sono difficili da sanificare o comunque non adatti a trattamenti con prodotti chimici o calore. Nonostante le applicazioni del plasma non-termico fossero inizialmente destinate alla disinfezione, esistono oggi nuovi campi applicativi tra cui la disattivazione enzimatica, la modifica di proteine e lo smaltimento dei pesticidi.
Altri settori di utilizzo sono la sterilizzazione di denti, il trattamento dell'aria negli asciugatori per le mani e la decontaminazione dei filtri.
Il termine plasma freddo viene utilizzato per indicare il plasma generato in condizioni atmosferiche (1 atmosfera e circa 25 °C). Nell'ambito del trattamento di beni alimentati questo termine può portare a dei fraintendimenti, inducendo a pensare che sia richiesta una refrigerazione in un processo con il plasma.

### Chimica
Il plasma non-termico a pressione atmosferica può essere utilizzato per promuovere reazioni chimiche. I processi collisionali che coinvolgono gli elettroni "caldi" e le molecole del gas "fredde" possono dare luogo a reazioni di dissociazione e alla formazione di specie radicaliche. Questa tipologia di scariche elettriche presenta delle proprietà che solitamente sono osservabili in sistemi caratterizzati da temperature più elevate. Il plasma non termico può anche essere utilizzato in combinazione con un catalizzatore per promuovere ulteriormente la conversione di un processo chimico o per cambiarne la selettività.
I campi applicativi che possono includere l'utilizzo di plasma non-termico sono:
- La produzione di ozono[14]
- L'abbattimento di inquinanti, sia solidi (PM, VOC) che gassosi (SOx, NOx)[15]
- La convesione di CO2[16] in carburanti (metanolo, syngas) o in altri prodotti chimici
- La sintesi di metanolo
- La produzione di carburanti liquidi utilizzando come precursori idrocarburi leggeri (ad esempio metano)[17]
- Produzione di idrogeno tramite un processo di plasma-reforming[18]

#### Configurazioni
L'utilizzo congiunto di un catalizzatore e del plasma può essere realizzato con due diverse configurazioni:
- Due stadi, chiamata anche "Post-Plasma Catalysis" (PPC)
- Uno stadio, chiamata anche "In-plasma catalisys" (IPC) o "Plasma Enchanced Catalysis" (PEC)

Nel primo caso la sezione catalitica è posizionata a valle della scarica di plasma. Questo implica che solamente le specie più stabili e con un tempo di vita più lungo sono in grado di raggiungere la superficie catalitica e reagire. Per riportare un esempio, l'ossigeno atomico O(3P) ha una vita media di 14 µs in aria secca a pressione atmosferica. Questo significa che solamente una piccola regione di catalizzatore è in diretto contatto con le specie instabili generate dal plasma. In questa configurazione, il ruolo principale del plasma è quello di alterare la composizione del gas che poi viene alimentato al catalizzatore. In un sistema PEC, gli effetti sinergici che si vengono a creare sono superiori dal momento che anche le specie poco stabili sono prodotte in prossimità della superficie catalitica. La modalità con cui il catalizzatore viene posizionato in relazione alla scarica elettrica influenza le prestazioni del processo. Le diverse modalità possibili sono:
- Sotto forma di polvere (letto impaccato)
- Depositato di schiume
- Depositato su materiali strutturati (honeycomb)
- Realizzazione di coating delle superfici interne del reattore

I reattori a letti impaccati sono spesso utilizzati per la realizzazione di esperimenti in laboratorio dal momento che il loro utilizzo in contesti industriali (portate maggiori) produrrebbe perdite di carico troppo elevate.

#### Interazioni tra plasma e catalizzatore
In un sistema PEC, si vengono a creare una serie di effetti combinati tra plasma e catalizzatore che inducono un miglioramento del processo studiato. Il miglioramento che si ottiene con un utilizzo combinato è in genere superiore alla somma dei singoli contributi:

- Effetti del plasma sul catalizzatore:
  - Cambiamento delle proprietà fisico-chimiche. Il plasma modifica le condizioni di adsorbimento/desorbimento del catalizzatore migliorandone le proprietà adsorbenti. La ragione dietro questo fenomeno non è del tutto chiara.[25]
  - Aumento della superficie attiva del catalizzatore. Un catalizzatore esposto ad una scarica può portare alla formazione di nanoparticelle.[26] In questo modo si osserva un incremento del rapporto superficie/volume che porta a prestazioni catalitiche migliori.
  - Incremento della probabilità di adsorbimento.
  - Modifica dello stato di ossidazione del catalizzatore. Alcuni catalizzatori metallici (ad esempio Ni, Fe) sono più attivi nella loro forma metallica. La presenza di una scarica di plasma può portare alla riduzione degli ossidi metallici, migliorando quindi l'attività catalitica.
  - Riduzione della formazione di nero fumo. Quando si trattano degli idrocarburi, il carbonio che contengono può agglomerarsi in particelle solide che si depositano sul catalizzatore disattivandolo progressivamente.[27] La riduzione della formazione di nero fumo con il plasma riduce l'avvelenamento/disattivazione aumentando il ciclo di vita di un catalizzatore.
  - Formazione di nuove specie gassose. Nel plasma vengono prodotte una grande quantità di specie che sono rese disponibili al catalizzatore. Gli ioni e le specie eccitate da un punto di vista vibrazionale/rotazionale non influenzano il catalizzatore dal momento che urtando una superficie solida perdono la loro carica/energia in eccesso. I radicali invece presentano la capacità di attaccarsi chimicamente al catalizzatore ("chemisorption") aumentando la probabilità di adsorbimento.
- Effetti del catalizzatore sul plasma:
  - Intensificazione locale del campo elettrico. Questo aspetto fa riferimento principalmente a una configurazione packed-bed PEC. La presenza di un letto impaccato genera delle intensificazioni locali in prossimità delle micro-asperità, inomogeneità superficiali, la presenza di porosità e altri aspetti fisico-morfologici. Questo fenomeno è collegato all'accumulo superficiale di densità di carica e non necessità la presenza di un materiale catalitico, ma solo di un dielettrico. Nonostante sia un fenomeno fisico, questo aspetto influenza anche la chimica del processo dal momento che altera la distribuzione di densità di energia degli elettroni in queste regioni (asperità, ...).
  - Formazione di scariche all'interno delle porosità. Questo aspetto è strettamente legato al precedente. La presenza di piccoli spazi vuoti all'interno di un materiale influisce sull'intensità del campo elettrico in queste regioni. L'intensificazione può anche portare ad un cambio della tipologia di scarica che si verifica all'interno dei pori, che quindi può essere diversa rispetto a quella che si instaura all'esterno delle porosità.[28] Il cambiamento delle caratteristiche elettriche del sistema può portare alla produzione di specie diverse.
  - Cambio della tipologia di scarica. Inserendo un materiale dielettrico si osserva un cambiamento del tipo discarica che si verifica. Si passa infatti dalla presenza di scariche isolate ("filamentary discharge") a presenza mista di scariche isolate e superficiali ("surface discharge"). In questo modo gli ioni, le specie eccitate e i radicali hanno la possibilità di formarsi in regioni di spazio più vaste.[29]